# Daydreamer
Daydreamer er et studiealbum udgivet i 2003 af den danske jazzguitarist Jakob Bro. Albummet er Bros debutalbum.
Daydream er blev indspillet i Officersbygningen i Aarhus og i Copenhagen Jazzhouse i 2002 og udgivet den 2. juni 2003 på pladeselskabet Loveland Records (LL R001). Blandt de medvirkende er bl.a. den amerikanske saxofonist Chris Cheek.

## Trackliste
1. Philadelphia [6:55]
2. Countryside [4:37]
3. Daydreamer [5:30]
4. The Time is Always Now [4:34]
5. Highpoint [4:44]
6. Optimistic [5:52]
7. Everything All at a Time [6:09]
8. Unfolded [4:50]

## Line up
- Jakob Bro (Guitar)
- Chris Cheek (Tenorsaxofon)
- Ned Ferm (Tenorsaxofon)
- Mads Hyhne (Trækbasun)
- Anders Christensen (Bas)
- Jeppe Gram (Trommer)

## Eksterne links
- Omtale på The Jazzloft Arkiveret 1. februar 2014 hos  Wayback Machine